# Гребля Бені-Сліман
Гребля Бені-Сліман (Beni Slimane) – гідротехнічна споруда на півночі Алжиру.
Греблю спорудили в 2010 – 2018 роках на уеді Меллах – правій тверній уеду Іссер, що впадає до Середземного моря за чотири десятки кілометрів на схід від міста Алжир (можливо відзначити, що нижче по сточищу на Іссері зведені великі греблі Кудіат-Ассердун та Бені-Амран). Водозбірний басейн вище від споруди складає 176 км2, а її головним призначенням є іригація та водопостачання.
В межах проекту долину уеду перекрили насипною греблею висотою 66 метрів та довжиною біля трьох сотень метрів, яка потребувал 1,85 млн м3 матеріалу.
Гребля утворила водосховище об’ємом 28,7 млн м3 із нормальним рівнем поверхні на позначці 715 метрів НРМ.